# Raphé pharyngien

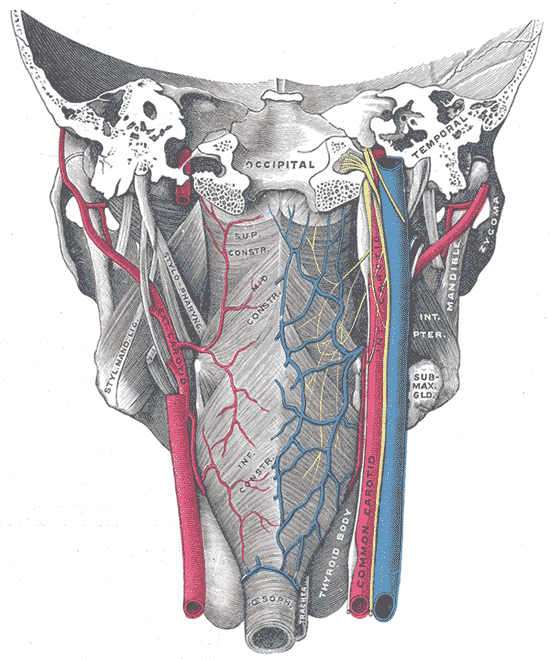

Le raphé pharyngien (ou raphé du pharynx ou raphé médian postérieur du pharynx) est le raphé constitué  par l'entrecroisement tendineux postérieur des muscles constricteurs du pharynx.
Sa partie supérieure est attachée au tubercule pharyngien.
Il s'étend en bas jusqu'au niveau de la sixième vertèbre cervicale où il se confond avec la paroi postérieure de l'œsophage.